# طرغول
الطرغول أو قِنْشِيل (الاسم العلمي: Tragulus) هو جنس من الحيوانات يتبع الفصيلة الطرغولية من رتبة مزدوجات الأصابع.

## أنواع الطرغول
- طرغول جاوي
- طرغول صغير
- طرغول كبير
- طرغول هندي